# Gabrán mac Domangairt
Gabrán mac Domangairt roi des Scots de Dál Riata de 538 à 560.

## Biographie
Fils de Domangart mac Fergusa il est le quatrième roi de Dál Riata et succède à son frère Comgall mac Domangairt. mort en 538. Il est mentionné dans la vie de Saint Colomba écrite par Adamnan.
Le Duan Albanach lui accorde un règne de 20 ans. Selon les Annales d'Ulster il meurt en 560 la même année est enregistrée une « migration » (fuite ?) devant le « fils de Maelchu », c'est-à-dire le roi Bruide.
Les Annales de Tigernach relèvent sa mort également en 560 et précisent que la même année le royaume des Scots est dévasté par Brude mac Maelchon le roi des Pictes. Gabrán mac Domangairt fut peut être la victime d'un retour offensif des Pictes qui avaient dû céder des territoires aux Scots pendant les règnes précédents.

## Cenél  nGabraín,
Gabrán est considéré comme l'ancêtre du Cenél nGabraín, un groupe familial issu du démembrement du « Corcu Réti » qui domine le royaume de  Dál Riata jusqu'à la fin du VIIe siècle et continue à fournir ensuite des souverains au royaume d'Alba puis au royaume d'Écosse et qui prétendaient être issus par lui de son grand père Fergus Mór, qui était considéré comme le premier monarque de la dynastie jusqu'au XVIe siècle et même XVIIe siècle longtemps après que l'origine gaélique du royaume n'ait plus aucune signification.
Contrairement au  Cenél Loairn, le Senchus Fer n-Alban  ne cite aucune des familles composant le  Cenél nGabraín.
Cependant des descendants probables de  Gabrán, comme Dúnchad mac Conaing et ses nombreux parents, disputèrent le trône aux successeurs de  Eochaid Buide le petit-fils de  Gabrán, de sorte que cette absence de segments explicites dans la parenté peut être trompeuse. Une généalogie de David Ier d'Écosse dans le « Book of Ballymote » détaille cependant les divisions suivantes :
- après Áedán mac Gabráin, entre la lignée principale nommée « fils d'Eochaid Buide » ou  « enfants de Cináed mac Ailpín », et les « fils de Conaing ». Auxquels il convient également d'ajouter le Cenél nGartnait qui revendiquait être issu de Gartnait (vers 649) un fils Áedan[7] ;
- après Eochaid Buide, entre la lignée principale, les « enfants de  Fergus Goll » et les « enfants de  Connad Cerr ... ou les hommes de  Fife », bien que les études récentes aient démontré que  Connad Cerr était un membre du  Cenél Comgaill[8] ;
- après Eochaid mac Domangairt, entre la lignée principale et ce même  Cenél Comgaill.

Les territoires dominés par le  Cenél nGabraín semblent avoir compris essentiellement le Kintyre et le Knapdale mais également  aussi inclure l'île d'Arran en entier ou en partie, Jura et Gigha. Le titre de roi de  Kintyre est utilisé pour qualifier un certrain  nombre de roi du  Cenél nGabrain. Deux sites royaux sont connus  Dunadd, qui se trouve dans la partie nord de  son présumé  territoire  et Aberte (ou Dún Aberte), qui correspond sans doute  Dunaverty  au centre du sud de la péninsule du Kintyre.
Kilmartin semble avoir été un important centre chrétien primitif  du fait de sa proximité avec  Dunadd et de sa dédicace à  Saint-Martin de Tours. Il existait un autre centre religieux prestigieux à  Lismore dans le domaine contrôlé par le  Cenél Loairn rival.

## Postérité
Selon le Senchus Fer n-Alban Gabrán mac Domangairt avait cinq fils dont la postérité constitua le Cenél nGabráin qui dut lutter pour le contrôle du Dál Riata contre les descendants de Comgal le Cenél Comgaill puis au siècle suivant contre le Cenél Loairn :
- Áedan mac Gabráin ;
- Éoganan, mort en 595[9] ;
- Cuildach ;
- Domnall ;
- Domangart.